# Cyrtopogon willistoni
Cyrtopogon willistoni là một loài ruồi trong họ Asilidae. Cyrtopogon willistoni được Curran miêu tả năm 1923. Loài này phân bố ở vùng Tân Bắc giới.